# 一丸
一丸（いちまる）は、日本の女性漫画家。

## 作品リスト
- 笑っちまうぜ（双葉社、全3巻）
- 団子坂ストーリー（『週刊漫画アクション』連載、双葉社、全9巻）
- 起立(きり───つ)！礼!!（『週刊漫画アクション』連載、双葉社、全2巻）
- 見ないでシゲル君（原作：矢島正雄、双葉社、全2巻）
- オレは強い（『週刊漫画アクション』連載、双葉社、全2巻）
- おかみさん 新米内儀相撲部屋奮闘記（『ビッグコミックオリジナル』連載、小学館、全17巻） - 小学館漫画賞を受賞。
- おかみさん平成場所 新米内儀わかばの相撲部屋奮闘記（『ビッグコミックオリジナル』連載、小学館、2巻）
- 1年1組甲斐せんせい（『ビッグコミックオリジナル』連載、小学館、全7巻）
- あんこ坂のお医者さま（『ビッグコミックオリジナル』連載、小学館、全5巻）
- チアー（『ビッグコミックオリジナル』連載、小学館、単巻、2006年5月発行）
- 上京一週間（『ビッグコミックオリジナル』連載、小学館、単巻、2007年6月発行）
- 遊び人奉行後始末記（『ビッグコミックオリジナル』連載、小学館、単巻、2009年4月発行）
- 七帝柔道記（原作：増田俊也、『ビッグコミックオリジナル』→『ビッグコミックオリジナル増刊号』連載）
- 七帝柔道記外伝（原作：増田俊也、『ビッグコミックオリジナル増刊号』連載）
- クイズの神様〜QUIZROAD〜（原作：日髙大介・矢野了平、『ビッグコミックオリジナル増刊号』2022年11月号 - 連載）[1]